# El señor Presidente
El señor Presidente es una novela del Premio Nobel de Literatura guatemalteco Miguel Ángel Asturias publicada en 1946. La novela, considerada como un punto de referencia en la literatura de América Latina, explora la naturaleza de la dictadura y sus efectos en la sociedad, siendo una de las obras más notables del género literario conocido como «novela del dictador».

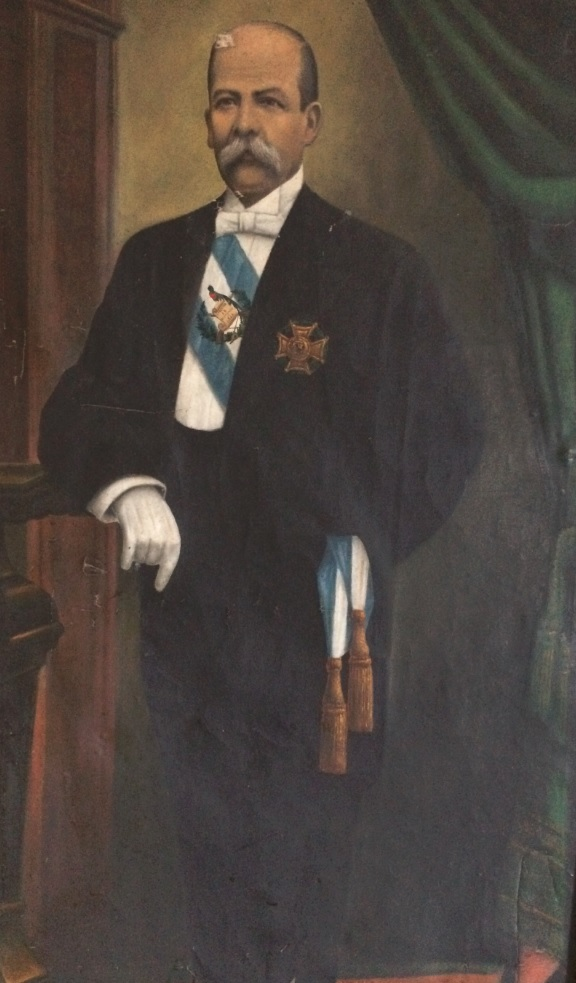
Retrato del expresidente de Guatemala Manuel Estrada Cabrera, durante su último mandato. Asturias escribió El señor Presidente basado en su gobierno.

Aunque no se identifica explícitamente a la sociedad guatemalteca de principios del siglo XX como marco de la trama, el personaje titular de la novela fue inspirado por la presidencia de 1898-1920 de Manuel Estrada Cabrera. Asturias comenzó a escribir la novela en la década de 1920 y la terminó en 1933, pero las estrictas políticas de censura de los gobiernos dictatoriales de Guatemala impidieron su publicación durante trece años. El personaje del presidente raramente aparece en la novela, pero Asturias crea un número de otros personajes para demostrar los terribles efectos de la dictadura.
Asturias es uno de los primeros en utilizar una técnica literaria que actualmente es conocida como realismo mágico. Su uso de imágenes de sueños, onomatopeya, símiles y la repetición de frases, combinada con una estructura discontinua que consiste en cambios abruptos de estilo y de punto de vista, surgen de influencias surrealistas y ultraístas. El estilo de El señor Presidente influenció a una generación de autores latinoamericanos. Los temas de la novela de Asturias, tales como la incapacidad de distinguir entre la realidad y los sueños, el poder de la palabra escrita en las manos de las autoridades y la alienación producida por la tiranía, se centran en la experiencia de vivir bajo una dictadura.
El señor Presidente fue desarrollado a partir de un cuento que Asturias había escrito anteriormente para protestar contra la injusticia social, tras un devastador terremoto que sacudió la ciudad natal del autor. La primera edición de la novela fue publicada en 1946 en México D.F. por la editorial Costa-Amic y rápidamente recibió críticas favorables. En 1967, Asturias recibió el Premio Nobel de Literatura por su obra completa. Este reconocimiento internacional fue celebrado en toda América Latina, y fue visto como un reconocimiento de la literatura de la región en su conjunto. Desde entonces, El Señor Presidente ha sido traducido en muchos idiomas y ha sido adaptado para el cine y el teatro.

## Antecedentes
En una entrevista de 1970, el crítico alemán Günter W. Lorenz preguntó a Miguel Ángel Asturias por qué empezó a escribir, y el novelista respondió:

Sí, a las 10:25 de la noche del 25 de diciembre de 1917, un terremoto destruyó mi ciudad. Vi algo parecido a una inmensa nube ocultar la enorme luna. Había sido colocado en un sótano, un agujero, una cueva o algún lugar parecido. Fue entonces cuando escribí mi primer poema, una canción de despedida a Guatemala. Más tarde, estuve enojado por las circunstancias en que se removieron los escombros y por la injusticia social que llegó a ser tan aparente.

Esta experiencia a la edad de 18 años llevó Asturias a escribir «Los mendigos políticos», un cuento inédito que más tarde se convertiría en su primera novela: El Señor Presidente.
Asturias comenzó a escribir El Señor Presidente en 1922, cuando todavía era estudiante de derecho en Guatemala. Se trasladó a París en 1923, donde estudió antropología en la Sorbona bajo George Raymond. Durante su estancia en Francia continuó trabajando en la novela. También entró en contacto con miembros del movimiento surrealista y con otros futuros escritores latinoamericanos, como el venezolano Arturo Uslar Pietri y el cubano Alejo Carpentier. Asturias completó la novela en 1933, poco antes de su regreso a Guatemala.
A pesar de que El señor Presidente fue escrito en Francia, se desenvuelve a finales del siglo XIX y principios del vigésimo en un país latinoamericano sin nombre, gobernado por un presidente sin nombre, existe suficiente indicaciones para vincular la novela al gobierno de Manuel Estrada Cabrera en Guatemala. Así también lo explica el crítico Jack Himelblau: «Asturias [...] escribió su novela sobre todo con sus compatriotas en la mente, quienes, sin duda, habían vivido la tiranía de Estrada Cabrera de 1898 a 1920». Manuel Estrada Cabrera era conocido por su brutal represión de cualquier disidencia en Guatemala, y Asturias participó en las protestas contra su gobierno en 1920. Asturias incorporó y reprocesó incidentes de la dictadura de Estrada Cabrera en su novela, tales como la tortura de un adversario político, quien había sido engañado «en creer que su inocente esposa le habría sido infiel».
Finalmente, Estrada Cabrera fue forzado a renunciar como resultado de los disturbios populares y de la intervención de diplomáticos de los Estados Unidos y de otros países. Sin embargo, en lugar de salir al exilio, el ex presidente optó por defenderse contra los cargos criminales. En el subsiguiente juicio, Asturias se desempeñó como Secretario Jurídico y así, como se señala en la reseña biográfica de Gregory Rabassa, tenía la oportunidad de basar su propio líder ficticio —el presidente— en observaciones históricas del dictador guatemalteco, caído en desgracia. En las palabras de Asturias:

«Lo veía casi a diario en la cárcel. Y comprobé que indudablemente esos hombres tienen un poder especial sobre la gente. Hasta el punto de que cuando estaba preso la gente decía: "No, ése no puede ser Estrada Cabrera. El verdadero Estrada Cabrera se escapó. Éste es algún pobre viejo que han encerrado allí."»

El señor Presidente no se publicó hasta años después de ser escrito. Asturias, sostiene que Jorge Ubico Castañeda, el dictador de Guatemala de 1931 a 1944, «prohibió la publicación porque su predecesor histórico, Estrada Cabrera, era mi "señor presidente" y que esto significó que el libro representaba un peligro para él también». Además, como Ubico era dictador de Guatemala mientras se completó la novela, críticos literarios lo han vinculado con el personaje titular de El señor Presidente. Como lo señala Himelblau, ciertos elementos del libro «podrían fácilmente haber sido interpretados como reflejando [...] la dictadura del general Ubico». La novela finalmente vio la luz del día en México, en 1946, cuando Juan José Arévalo se desempeñaba como el primer presidente electo de forma democrática de Guatemala.
A pesar de la mala influencia manifiesta de las experiencias de Asturias con los gobiernos de Estrada Cabrera y Ubico en Guatemala, y a pesar de ciertos vínculos históricos, el crítico Richard Callan observa que su «atención no se limita a su época y nación, sino que abarca el mundo entero y se extiende a través de los siglos. Al vincular el mundo que creó con el amanecer de la historia, y sus personajes del siglo XX con mitos y arquetipos, les ha anclado en temas de importancia universal». Asturias afirmó que «escribió El Señor Presidente sin compromiso social». Con esto quiere decir que a diferencia de algunos de sus otros libros, tales como Leyendas de Guatemala u Hombres de maíz, «El Señor Presidente tuvo una relevancia más amplia porque no se centra tan fuertemente sobre los mitos y las tradiciones de Guatemala». Asturias muestra aspectos de la vida que son comunes a todos los regímenes dictatoriales, y así logró establecer El Señor Presidente como una de sus obras más influyentes.

## Argumento

### Primera parte
La novela comienza en «El portal del señor», donde los mendigos pasan la noche. Uno de los mendigos, el Pelele, está agotado después de haber sido continuamente acosado sobre su madre fallecida. 
Cuando el coronel José Parrales Sonriente, uno de los militares leales al presidente, se burla de él con la palabra «madre», el Pelele reacciona por instinto y asesina al coronel. 
Los mendigos son interrogados y torturados para obligarles a implicar al general retirado Eusebio Canales, anterior miembro del ejército del Presidente, y al abogado independiente Abel Carvajal, en el asesinato del coronel, ya que, según los hombres del presidente, no hay manera de que «un idiota sea responsable». Mosco, un vagabundo, muere por decir que Pelele era el responsable. 
Mientras tanto, un delirante Pelele «escapó por las calles en tinieblas enloquecido bajo la acción de espantoso paroxismo».
Una rara visión del presidente lo muestra dándole órdenes a Miguel Cara de Ángel, a veces referido como el «favorito» del presidente, para que ayude al General Canales a huir antes de que sea arrestado en la mañana por el asesinato del coronel José Parrales Sonriente. El presidente, que supuestamente orquestó las acusaciones para fines propios, quiere que Canales trate de escapar porque huir sería una confesión de culpabilidad.
En el Tus-Tep, una taberna local, Miguel Cara de Ángel tiene un encuentro con el policía Lucio Vásquez y se anima a contarle que quiere secuestrar a Camila, la hija del General Canales. En realidad, el rapto de Camila es un artificio para encubrir la fuga de Canales. Más tarde, Vázquez se reúne con su amigo Genaro Rodas y al salir de un bar ven a Pelele. Al horror de Genaro Rodas, Vásquez le dispara al Pelele. La conclusión de esta escena es presenciada por Don Benjamín, un titiritero, cuyos «muñecos se aventuraron por los terrenos de la tragedia». Genaro Rodas regresa a su casa y discute el asesinato de Pelele con su esposa, Fedina de Rodas, y le cuenta que la policía se prepara a detener a Canales por la mañana. Mientras tanto, Canales sale de la casa de Miguel Cara de Ángel, agotado y preocupado por tener que huir del país. Más tarde esa noche, Canales logra escapar mientras que la policía saquea su casa y Miguel Cara de Ángel entra sigilosamente para llevar a Camila a la taberna El Tus-tep.

### Segunda parte
En la madrugada, Fedina de Rodas se apresura a la casa de Canales, para avisarle que será arrestado por el asesinato del coronel Sonriente. Ella no llega a tiempo y se encuentra con el Auditor, un asesor del Presidente, quien la detiene como presunta cómplice en la fuga de Canales y la tortura con el fin de descubrir el paradero del General. Los soldados colocan cal en sus pechos antes de devolverle a su bebé, lo que provoca la muerte del niño, ya que se niega a alimentarse al «sentir el sabor acre de la cal».
Regresando al Tus-Tep, Miguel Cara de Ángel visita a Camila. Trata de encontrar un hogar para Camila con sus tías y tíos, pero todos se niegan a alojarla por miedo de comprometerse por estar asociados con «la hija de un enemigo del Señor Presidente». Se pone de manifiesto el carácter complejo de Miguel Cara de Ángel y su lucha entre sus deseos físicos para con Camila y su anhelo de convertirse en una persona mejor en un mundo dominado por el terror.
Camila cae enferma y un niño es enviado para informar a Miguel Cara de Ángel que su condición está empeorando. Se viste rápidamente y corre al Tus-Tep para verla. Mientras tanto, Fedina de Rodas es finalmente liberada de cargos criminales por el Presidente, y el Auditor la vende a un prostíbulo. Cuando se descubre que sostiene a su bebé muerto en sus brazos, es colocada en un hospital. Miguel Cara de Ángel informa al Mayor Farfán, quien está al servicio del Presidente, que su vida está en peligro. Con el acto de salvar la vida de un hombre en peligro, Cara de Ángel espera que «Dios, en cambio, tal vez le daba la vida de Camila». El General Canales escapa a un pueblo y, con la asistencia de tres hermanas y un contrabandista, cruza la frontera del país, después de salvar a las hermanas matando a un médico que les agobiaba con el pago de una deuda absurda.

### Tercera parte
Juntos en una celda de la prisión, un estudiante, un sacristán y Abel Carvajal hablan porque «el silencio da miedo» y por «miedo de la oscuridad». La esposa de Carvajal corre por toda la ciudad, visitando el Presidente y figuras influyentes como el Auditor, pidiendo la libertad de su marido porque queda a oscuras sobre lo que le sucedió. A Carvajal se le da la oportunidad de leer su inculpación, pero siendo incapaz de defenderse contra las pruebas falsificadas, es condenado a muerte.
Miguel Cara de Ángel recibe el consejo de que si realmente ama a Camila, puede salvarla «si comete el sacramento del matrimonio», y los dos no tardan en casarse. Lentamente Camila se recupera mientras lucha con las complejidades de su nuevo matrimonio. El General Canales muere repentinamente en medio de sus planes para dirigir una revolución, cuando recibe un informe falso de que el Presidente hubiera sido el principal padrino de la boda de su hija.
El Presidente participa en una reelección, aclamado en un bar por sus partidarios serviles, mientras que Cara de Ángel es encargado de una misión diplomática internacional. Cara de Ángel y Camila comparten una despedida emocional. Al llegar al puerto, Cara de Ángel es interceptado por el Mayor Farfán y detenido por orden del Presidente. Cara de Ángel es violentamente golpeado y encarcelado, y un impostor toma su lugar en la nave que sale del puerto. Camila, ahora embarazada, espera ansiosamente las cartas de su marido. Cuando pierde toda esperanza, Camila se traslada al campo junto con su hijo joven a quien llama Miguel. Cara de Ángel se convierte en un preso anónimo en la celda 17. Piensa constantemente en Camila, ya que la esperanza de volver a verla era «lo único y lo último que alentaba en él». Finalmente, muere con el corazón quebrado cuando se le engaña en creer que su esposa se convirtió en la amante del presidente.

### Epílogo
El Portal del Cielo se encuentra en ruinas y los presos que fueron liberados son rápidamente sustituidos por otras almas desafortunadas. El titiritero, Don Benjamín, se ha reducido a la locura por el ambiente de terror al que fue sometido. Los lectores reciben otro vistazo más de la situación desesperante de la vida bajo una dictadura. El epílogo concluye con un tono quizá más optimista, que vislumbra a través de la «voz de su madre diciendo el rosario» y termina con la Kyrie eleison, la convocatoria para que el «Señor tenga piedad».

## Personajes

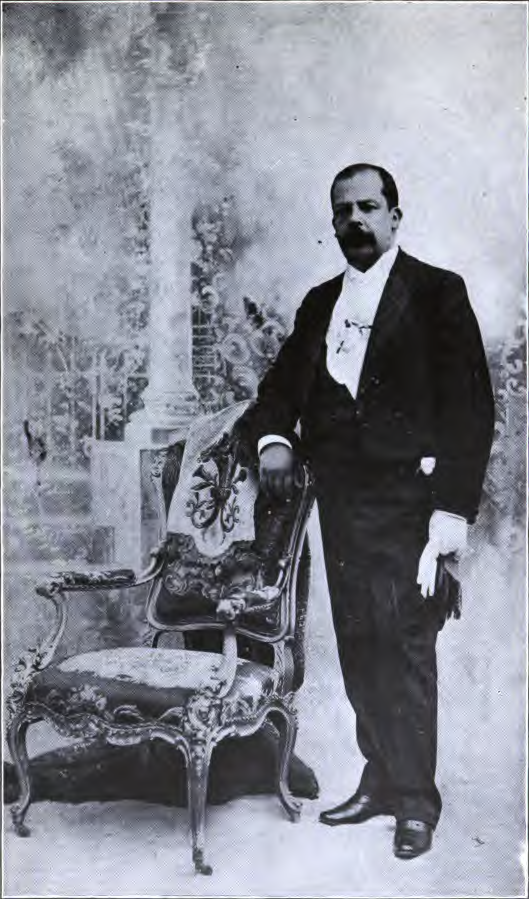
Interpretación del personaje

### Personajes principales

#### El Presidente
El hecho de que nunca se nombra al Presidente, le da al personaje titular de la novela una dimensión mitológica en lugar de la personalidad de un determinado dictador guatemalteco. El académico Kevin Bauman señala que los lectores no tienen acceso a la mente del Presidente; más bien, su aparición es «continuamente revaluada, redefinida, y en última instancia, reconstruida de acuerdo a su percepción por los demás, de manera semejante a la propia (re)visión novelística del régimen de Estrada Cabrera de Asturias». De acuerdo con el crítico literario Hughes Davies, el Presidente «representa la corrupción política, pero su presentación como una deidad maligna, adorado en términos que hacen eco de rituales religiosos, lo eleva a un plano mítico», y es «una imagen invertida de deidades cristianas tanto como mayas, ya que es la única fuente de la muerte». El dictador también es rodeado de un elemento de misterio, y aparentemente nadie sabe dónde está porque ocupa varias casas en las afueras de la ciudad. Es igualmente un misterio cuándo y cómo duerme. En la novela, abundan los rumores que duerme al lado del teléfono con un látigo en la mano, mientras que otros afirman que nunca duerme.
Como las apariciones del Presidente en la novela son poco frecuentes, las percepciones de los lectores se forman a través de otros personajes y episodios, a menudo de menor importancia. Como tal, según afirma el crítico literario Himelblau, «la novela no desarrolla la figura del Presidente como un personaje ficticio, no sigue el Presidente mediante una serie de acciones o complicaciones diegéticas que conducen a cambios o transformaciones psico-existenciales de su carácter».

#### Miguel Cara de Ángel
Miguel Cara de Ángel es el protagonista complejo en la novela. Es presentado como el asesor confidencial del Presidente; hay muchas referencias a este personaje como el favorito del Presidente y está descrito en repetidas ocasiones como tan «bello y malo como Satán». A medida que avanza el argumento, los lectores pueden ver su lucha por permanecer leal al dictador frente a los actos cada vez más horrendos del régimen. Cara de Ángel se enfrenta al reto de conciliar su posición de poder en un pueblo aterrorizado, con su deseo de cumplir con un propósito moral más elevado. En palabras del crítico literario Richard Franklin, «lucha por afirmar su existencia absoluta y relacionar esto con sí mismo». La intensidad lingüística de Cara de Ángel a menudo refleja su lucha moral interior: 
'La bestia no se equivoca de una cifra en este libro de contabilidades sexuales,' fue pensando. Orinamos hijos en el cementerio. La trompeta del juicio... Bueno, no será trompeta. Una tijera de oro cortará ese chorro perenne de niños. Los hombres somos como las tripas de cerdo que el carnicero demonio rellena de carne picada para hacer chorizos. Y al sobreponerme a mí mismo para librar a Camila de mis intenciones, dejé una parte de mi ser sin relleno y por eso me siento vacío, intranquilo, colérico, enfermo, dado a la trampa. El hombre se rellena de mujer —carne picada— como una tripa de cerdo para estar contento. ¡Qué vulgaridad!'

#### General Eusebio Canales
El General Eusebio Canales (alias Chamarrita o Príncipe de la milicia) se vio obligado a exiliarse después de ser acusado del asesinato del coronel José Parrales Sonriente. Parece estar organizando una guerrilla para atacar el Presidente, pero muere de un corazón quebrado después de leer un falso informe de noticias que detalla la boda de su hija con Miguel Cara de Ángel, en la que presuntamente asistió el Presidente. El carácter del General se pone de relieve mientras está en el camino del exilio. El camino al exilio de Canales también permite conocer la desesperada situación financiera de las tres hermanas que están siendo aprovechadas por un médico que visitó a su madre enferma. Este episodio demuestra que la corrupción y la maldad no sólo existen en la ciudad capital, sino también en las aldeas rurales.

#### Camila
Camila, la hija del general Canales, es rescatada (un poco a regañadientes) por Miguel Cara de Ángel, cuando ninguno de sus familiares quiso alojarla tras la fuga de su padre. Finalmente, Cara de Ángel elija Camila sobre su antiguo maestro, el Presidente. Los dos se casan y ella da luz a su hijo, después de que Cara de Ángel había desaparecido. Camila y su hijo, al que llama Miguel, se trasladan al campo para escapar a la influencia del Presidente. Ella es la viva imagen de la adolescente a quién se ha negado incluso el más pequeño margen de libertad, como lo observa el crítico literario Callan: «Cuando se creía que Camila iba a morir, un sacerdote llegó para administrar el sacramento de la Penitencia. Sus faltas de niña se destacan por su contraste con el mal que pesa sobre la ciudad. De hecho, una de las cosas que menciona en su confesión no es pecado en absoluto: se fue a caballo a horcajadas, en la presencia de algunos indígenas».

#### El Pelele
El Pelele, también  como 'el idiota' por algunos , sólo aparece en los primeros cuatro capítulos y otra vez al final del capítulo siete, pero cumple una función fundamental en la novela. El Pelele, que «dormido daba la impresión de estar muerto» y que «sin ver nada, sin oír nada, sin sentir nada» es necesario para establecer el tono de la novela y para los eventos.
La elección del idiota como representante de los inocentes, a-políticos, que sufren los abusos de un régimen totalitario  Asturias muestra cómo la dictadura corrompe la gente y destruye sus valores en la medida en que la compasión de un compañero en apuros deja de existir. 
De hecho, se hace evidente que la única felicidad que experimenta el Pelele es a través de la memoria de su madre muerta. 
El Pelele, una figura que ama su madre, «sufre a manos de aquellos que, tras mucho tiempo bajo el dominio  de su padre excesivamente agresivo, carecen de amor y compasión. 
Por otra parte, El Pelele es una herramienta que permite a los lectores a ver los efectos psicológicos de vivir bajo una dictadura, dominado por el terror. Su acto criminal parece desencadenar los acontecimientos posteriores de la novela y parece tener repercusiones en todos los personajes. También es importante que el único momento de total felicidad que el Pelele experimenta en la novela, se lleva a cabo mientras está en un estado de ensueño.

### Personajes secundarios
La novela incluye una variedad de personajes secundarios que, en palabras de Richard Franklin, «andan a tientas por los medios para afirmar la validez de sí mismo y para anclar esta individualidad en una pesadilla que constantemente se enfrenta con la nada negra». Estos personajes van desde el coronel José Parrales Sonriente, también conocido como el «hombre de la mulita», cuyo asesinato en el Portal del Cielo inicia la novela, a una variedad de mendigos, presos, funcionarios menores, parientes, aduladores, camareros y prostitutas. Algunos de ellos son figuras trágicas, como Fedina de Rodas, que los lectores ven torturada y luego vendida a un prostíbulo, mientras que todavía sostiene en sus brazos a su bebé muerto. Otros, sin embargo, ofrecen alivio cómico. A veces tienen nombres o apodos pintorescos o lúdicos, tales como «patahueca» (un mendigo), la «Lengua de vaca» (una mujer que pronuncia un discurso de alabanza al Presidente), o doña Venjamón, quién, junto a su esposo don Benjamín, el titiritero, cierra la novela con un lamento por la desaparición del Portal del Cielo.

## Géneros

### Realismo mágico
Según el académico Luis Leal, en el género del realismo mágico, «el escritor se enfrenta a la realidad y trata de desentrañarla para descubrir lo que es misterioso en las cosas, en la vida, en los actos humanos». La escritura del realismo mágico no crea lugares o criaturas imaginarias; en cambio, el escritor trata de mostrar «la extraña relación entre el hombre y sus circunstancias». Leal señala además que en el realismo mágico «los principales acontecimientos no tienen explicación lógica o psicológica. El realista mágico no trata de copiar la realidad que nos rodea, ni de herirla, sino de captar el misterio que respira detrás de las cosas». Aclara también que «el realismo mágico no es tampoco literatura mágica. Su objetivo es, a diferencia de la magia, de expresar las emociones, no de evocarlas».
Para muchos académicos El señor Presidente es un punto de referencia en la literatura de América Latina por el uso temprano del realismo mágico, una técnica literaria a menudo empleada por escritores latinoamericanos reconocidos, como Gabriel García Márquez. En una entrevista con Asturias, Gunter Lorenz aclamó a Asturias como el inventor del realismo mágico, e incluso como su practicante más exitoso. Asturias define este estilo no como «una realidad palpable, pero sí de una realidad que surge de una determinada imaginación mágica [...] en las cuales vemos desaparecer lo real y surgir el sueño, en donde los sueños se transforman en realidad tangible y visible». Richard Franklin sostiene que el realismo mágico en la obra de Asturias es más evidente en la exploración y representación de la realidad íntima de la mente humana. Esta exploración se combina con «el contenido material de una masa urbana atrapada en las garras de un régimen de hierro» en toda la novela. Franklin aclama la síntesis de estos dos elementos como «una contribución real al género novelístico de América».

### Novela del dictador
Asturias escribió El Señor Presidente en primer lugar como respuesta a la dictadura de Manuel Estrada Cabrera. Sin embargo, porque Asturias pasó una década a escribir la novela, por el retraso en su publicación, y el hecho de que nunca nombra a su Presidente epónimo, muchos académicos señalaron que también podría ser tomado para aplicar al régimen posterior de Jorge Ubico. Por otra parte, desde su publicación, la novela había sido utilizada para criticar los regímenes dictatoriales en toda América Latina. En su examen de la naturaleza del poder dictatorial en general, ayudó a iniciar el nuevo género literario de la novela del dictador. En palabras del crítico literario Gerald Martin, El Señor Presidente es «la primera verdadera novela del dictador».
La novela del dictador es un género que se ha desarrollado como un vehículo utilizado por escritores latinoamericanos para criticar a la autoridad concentrada. El académico Jorge J. Barrueto, sostiene que El Señor Presidente ha sido aclamado como la personificación de la dictadura, «un fenómeno percibido como un rasgo natural e inherente a la región». De acuerdo con García Calderón, el legado del colonialismo en América Latina a menudo ha llevado al surgimiento de una autoridad absoluta, que trata de contener el conflicto interno de una nación. Una vez al poder, el hombre a cargo a menudo busca el control total, a menudo modifica las constituciones, desmantelando las leyes que anteriormente impedían su reelección. Por ejemplo, en 1899 el general Manuel Estrada Cabrera modificó la Constitución de Guatemala en la que previamente se prohibió su reelección. Sin embargo, típicamente las novelas de dictador pretenden examinar la naturaleza abstracta de las figuras de autoridad y cuestionan la idea de la autoridad en general, en lugar de centrarse en el gobierno de un dictador en particular.
La obra de Asturias marca un cambio dramático en la escritura narrativa. Precursores, tales como Facundo (1845) de Domingo Sarmiento fueron juzgados por la medida en que lograron reflejar la realidad de forma adecuada. Con su realismo mágico estilizado, El Señor Presidente rompió este paradigma realista; representa una novela de vanguardia que sentó las bases para muchos otros autores para desarrollar lo que hoy es un género literario amplio y extenso.

## Estilo
De acuerdo con el estudioso de la literatura latinoamericana, Gerald Martin, El Señor Presidente de Asturias, que fue escrito y publicado antes del boom latinoamericano de la década de 1960, utiliza un estilo que ahora puede clasificarse como "nueva novela" o "nueva narrativa". En esta novela, Asturias rompe con el estilo histórico y realista que dominaba las novelas de la época. Martin sostiene que la novela "ejemplifica con más claridad que cualquier otra novela el vínculo crucial entre el surrealismo europeo y el realismo mágico latinoamericano."
Richard Franklin sostiene que, en ocasiones la escritura surrealista oscurece el sentido, pero en El Señor Presidente, Asturias logra evitar este defecto. Su combinación de racionalismo con "un mundo de formas" crea "una imagen que revela una realidad más profunda, una que está más profundamente arraigada en la psique humana". Como tal, el estilo surrealista de Asturias destaca la desintegración moderna de antiguos sistemas de creencia. La académica literaria Gabriele Eckart presenta como un excelente ejemplo del estilo surrealista de Asturias, su interpretación de los procesos psíquicos del Pelele en la que "el lenguaje a veces se rompe en sonidos incomprensibles". Esto permite a Asturias de presentar como no-contradictorio lo real y lo imaginario, así como lo comunicable y lo incomunicable. Himelblau también destaca que El Señor Presidente proyecta "la realidad en términos relativos, fluidos, es decir, que permite a sus personajes a revelar la escena temporal de los acontecimientos ficticios de la novela". En este sentido, afirma Himelblau, El Señor Presidente "es también, por lo que sabemos, la primera novela en la América española que trata de plasmar la realidad ficticia del tiempo como una función del punto de vista". La novela desafía el estilo narrativo tradicional, por la inserción de numerosos episodios que contribuyen poco o nada al argumento, ya que los personajes de estos episodios suelen aparecer de manera inconsistente. En lugar de transmitir los temas del libro a través de personajes, Asturias utiliza la repetición de patrones y una subestructura mítica para solidificar el mensaje del libro.
Asturias utiliza un lenguaje figurado para describir la imaginería de los sueños y lo irracional. El crítico literario Hughes Davies señala que Asturias con frecuencia apela a los sentidos auditivos del lector. El estilo a menudo encantativo de Asturias, emplea "poesía no adulterada, para reforzar su imaginería a través del sonido". Esto ayuda los lectores a comprender los aspectos físicos, tanto como psicológicos de la novela. Según Knightley, "son pocos los personajes de Asturias que tienen mucha profundidad psicológica; sus conflictos internos tienden a ser externalizados y se desarrollan en el plano arquetípico". Aún más significativo es que Asturias fue el primer novelista de América Latina en combinar el corriente de conciencia y el lenguaje figurado. Hughes Davies sostiene que desde el inicio de El Señor Presidente, la brecha entre las palabras y la realidad se ejemplifica a través de onomatopeya, símiles y la repetición de frases. Knightly señala que "de vez en cuando surgen elementos animistas en el flujo de conciencia de los personajes". Por ejemplo en el capítulo "El baile de Tohil", Cara de Ángel imagina a Tohil, el dios de la lluvia en la mitología maya, llegando "cabalgando un río hecho de pechos de paloma que se deslizaba como leche." En la visión de Cara de Ángel, Tohil exige un sacrificio humano y sólo está contento mientras puede prevalecer "sobre hombres cazadores de hombres". Tohil pronuncia: "No habrá ni verdadera muerte ni verdadera vida. ¡Que se me baile la jícara!" Knightley añade que esta escena sigue la de las órdenes del Presidente que manda Miguel Cara de Ángel a efectuar una misión que termina en su muerte, y es "un signo de la mala naturaleza y propósitos del Presidente". Davies sostiene que el uso de estas técnicas literarias, cuando son "combinado con una estructura discontinua, dan al texto una atmósfera de pesadilla surrealista".

## Temas principales

### Realidad frente a sueño
En el texto entero de El Señor Presidente, Asturias desdibuja la separación entre el sueño y la realidad, por lo que se convierte en uno de los temas más destacados de la novela. El escritor y crítico latinoamericano Ariel Dorfman señala que la mezcla de sueño y realidad en la obra de Asturias es, en parte, el resultado del uso frecuente del lenguaje figurado. Esta decisión estilística se refleja en el contenido de la narración, lo que sugiere que la difuminación de los sueños y la realidad es un efecto importante del poder dictatorial. Dorfman señala también que el Presidente se mantiene al poder por el miedo, lo que contribuye a difuminar la distinción entre realidad y sueño. A través de este miedo logra obtener el apoyo voluntario o involuntario de los demás, lo que permite que el Presidente ejerce sus mandatos. Dorfman sostiene que el uso del miedo por el Presidente, eleva sus mandatos al plano de leyendas. Estas leyendas tienen la capacidad de «imponerse a la realidad, porque las personas las viven plenamente para dar sentido a su humanidad». Un ejemplo de este tema, aclarado por Eckart, consiste de una serie de escenas que conducen a la detención del abogado Carvajal. Cuando el Presidente decide culpar a Carvajal por el asesinato del coronel Sonriente, queda claro que Carvajal es confundida por los cargos. Por otra parte, a pesar de ser un abogado, Carvajal es incapaz de defenderse durante el simulacro del juicio «con los miembros del tribunal tan borrachos que no se le oyeron». Eckart afirma que «ser capturado y torturado sin saber por qué es otra característica terrible de una dictadura. Para la víctima, la realidad inesperadamente se convierte en irrealidad, ya no es comprensible por una mente lógica». Por lo tanto, el uso del miedo por una dictadura, difumina la línea entre la realidad y el sueño de las personas que están siendo gobernadas.
El uso ambiguo del detalle se suma a la confusión entre realidad y sueño. Por ejemplo, las portadas de la primera y segunda parte afirman que se llevan a cabo entre el 21 y 27 de abril. La tercera parte, en cambio, se lleva a cabo durante «semanas, meses, años». Si bien esta escala de tiempo parece ser muy específica inicialmente, no se indica el año. Además, la novela parece estar situada en un país similar a Guatemala, e incluye referencias a dioses mayas (como en el capítulo «El baile de Tohil»), pero ninguna de las declaraciones de cualquier personaje lo confirma. Bauman sostiene que Asturias, por «preferir distanciarse de la realidad histórica inmediata y enfocar la luz crítica sobre los problemas internos", atiende a lo que "ve allí». Esto permite a Asturias de abarcar un público más amplio, no restringido a los guatemaltecos, que puede relacionarse de forma individual a la experiencia de vivir bajo un régimen dictatorial.
Al ocultar la realidad, se vuelve confusa la verdad. Como lo señala el crítico literario Mireille Rosello, es el Presidente quien decide lo que es verdad, negando cualquier otra opinión, incluso cuando otros personajes son testigos de un hecho con sus propios ojos u orejas. A diferencia de los personajes de la novela, los lectores son conscientes de que los personajes se basan en una noción de la verdad o de la realidad que ya no existe bajo la dictadura del Presidente. «La verdad» no existe antes de que el Presidente la exprese en palabras, y aun así, la única «verdad» bajo un régimen dictatorial, son las palabras pronunciadas por el Presidente en algún momento dado; uno ni siquiera puede estar seguro, repitiendo las versiones del presidente de los acontecimientos. Así, concluye Rosello, los personajes quedan inconscientes de lo que constituye la «verdad».

### Escritura y poder
Un tema importante del género de la novela del dictador se refiere al uso de la escritura como un medio de poder. En El Señor Presidente, Asturias utiliza el lenguaje para desafiar el poder dictatorial. A lo largo de la novela el lector observa la autoridad del Presidente sobre el pueblo a través de su control de lo que se escribe. En el capítulo «La bolsa de correo del Presidente», un flujo de cartas informa al Presidente de las acciones de las personas. Mientras que muchos están «escribiendo la verdad», denunciando a sus conciudadanos, muchos otros sienten que «no se pueden confiar al papel ciertas verdades». La escritura está estrechamente vinculada a la autoridad y es un medio para consolidar el poder, porque es posible manipular el lenguaje para que vuelven en mentiras que finalmente pueden ser mortales. Así por ejemplo, el Presidente ordena a un periódico que se incluye la falsa declaración de que asistió a la boda de Camila, la hija del general Canales. Cuando el general lee estas palabras, las percibe como verdad y su corazón se quebra; se muere posteriormente. Miguel Cara de Ángel es también muere a causa de la manipulación de las palabras: cuando se le dice que Camila se ha convertido en la amante del Presidente, pierde la voluntad de vivir. Estos episodios de la novela demuestran los estrechos vínculos ente el lenguaje, la palabra escrita, y el poder. Los personajes en El Señor Presidente pierden su sentido de la realidad, lo que les hace difícil de saber en quién confiar. Como lo señala Roselló, «en este estado de terror, el lenguaje se utiliza deliberadamente como una forma de seducir al destinatario en la inocuidad, y ha perdido su función de transmitir información».

### Esperanza
En El Señor Presidente, la esperanza es reprimida por la dictadura. Como señala el Auditor en la novela, «la regla de conducta del Señor Presidente es no dar esperanzas y pisotearlos y zurrarse en todos». Se puede argumentar que Camila representa la esperanza en la novela, porque por pensar en ella, tanto su padre como su marido fueron capaces de perseverar bajo la dictadura; sin embargo, el Presidente destruye este sentido de esperanza con historias falsas. Al eliminar la idea de su lealtad, tanto su padre como su esposo mueren, porque han perdido la esperanza de volver a verla. Por otra parte, la felicidad de Camila con su hijo y su fuga al campo, pueden considerarse como la vislumbre de esperanza en un final que de otro modo es oscuro y preocupante. Para la crítica literaria Jean Franco, es el amor que ofrece la poca esperanza que hay en la novela: «El sistema se ve socavada por el amor —el amor de un idiota por su madre, una mujer que intenta desesperadamente salvar a su marido de la muerte».

### Tiranía y alienación
El tema de la tiranía y la alienación muestra cómo una dictadura no sólo aliena y convierte a la gente del país en «otros», sino que ya bien impide el propio desarrollo del país. En un ensayo de 1967, el crítico literario Ariel Dorfman sostiene que «la dictadura, que en El Señor Presidente se manifestó en el ámbito político, es actualmente una dictadura del fuego de la palabra, pero siempre una tiranía que los hombres mismos piden, adoran, y ayudan a construir». Dorfman también señala que «Los "pequeños paquetes humanos" del mundo de Asturias, terminan destruyéndose a sí mismos, desintegrándose por las mismas fuerzas que ellos mismos pronunciaron». Con esto quiere decir que los personajes se deshacen por sus propias acciones y palabras en la medida que el Presidente las usa y tuerce. La tiranía del lenguaje paralela de forma perversa la opresión política que es omnipresente en el mundo de Asturias. Richard Franklin sostiene que «en un sentido filosófico, Asturias ha afirmado de forma elocuente la validez de la experiencia individual».
Asturias muestra cómo los personajes gradualmente pierden sus identidades humanas bajo las condiciones de una dictadura. Por ejemplo, El Pelele, mientras huía de la ciudad, se describe como corriendo «sin rumbo fijo, despavorido, con la boca abierta, la lengua fuera, enflecada de mocos». Sólo unas pocas líneas más adelante, el Pelele «se quejaba quedito y recio como un perro herido». En lo que es en parte una crítica del libro, Jorge Barrueto afirma que El Señor Presidente representa América Latina en su conjunto, como «Otro». Todos, desde el Presidente hasta el Pelele, muestran esta «otredad», ya que no pueden ser civilizados. La dictadura produce la alteridad, deshumanizando a sus súbditos, pero ella misma es también presentada como bárbara, absurda, y nada más que una «imitación de las costumbres europeas». Debido a fenómenos como la dictadura, América Latina parece ser una tierra donde prevalece la «alteridad» y por esta razón América Latina no puede «evolucionar» o llegar a niveles de modernidad realmente europeos. Para Barrueto, «El objetivo de esta narrativa es demostrar que las sociedades latinoamericanas, a pesar de que son conscientes del modelo hacia la modernidad, son incapaces de actuar en consecuencia».

### Fertilidad y destrucción
Según el académico Richard Callan, la dicotomía entre la destrucción y la fertilidad se manifiesta en la oposición entre el Presidente y Miguel Cara de Ángel. Mientras que el Presidente representa a la esterilidad y la destrucción, su favorito, Miguel Cara de Ángel, representa a la fertilidad, una fuerza positiva y generativa de la naturaleza. Callan observa que la transformación de Miguel Cara de Ángel, de favorita del presidente hacia una fuerza positiva y generadora, no es deliberada. Callan sostiene que «es el resultado del nacimiento del verdadero amor en su corazón, previamente estéril. Sin embargo, está demasiado absorto en su amor, para notar el cambio en su relación con el Presidente». No es sorprendente que el Presidente se identifica abiertamente con la muerte. Ejemplos de la novela incluyen las sentencias de muerte que da a Abel Carvajal (por un crimen del cual el Presidente es plenamente consciente que el hombre no lo cometió) y Lucio Vásquez, un hombre en su servicio que lleva a cabo su orden de matar al Pelele, y que no obstante eso, es ejecutado. A diferencia del Presidente, Callan pone de relieve la asociación con el amor de Miguel Cara de Ángel. El amor que Miguel Cara de Ángel tiene para Camila lo identifica con el amor y la vida, y conduce a la procreación —el nacimiento de su hijo. Roselló sostiene que, incluso antes de su transformación, Miguel Cara de Ángel era consciente de la naturaleza destructiva del Presidente. En este sentido, Roselló afirma que Miguel Cara de Ángel «desde el principio sabía que una forma de autodestrucción era la única "seguridad" en el mundo del Presidente: sólo perdiendo su propia identidad y dejando que la mente del Presidente invade la suya, podía esperar seguir con vida». Por lo tanto, cuando no pudo cumplir, efectivamente perdió la vida.

## Recepción
En Guatemala, El Señor Presidente recibió mucha atención desde la fecha de su primera publicación. Esta atención 
provenía sobre todo de otros escritores e intelectuales de izquierda, quienes reconocieron y elogiaron tanto su innovación estilística como su compromiso político, aunque a veces con la queja que la novela era excesivamente influenciada por el modernismo europeo. Sin embargo, como Dante Liano observa, «Los poderosos no han soportado la voz asturiana».
La recepción de la crítica literaria en otras partes de América Latina también fue entusiasta. Uno de los primeros revisores del libro fue María Rosa Oliver, escribiendo en Sur, una influyente revista argentina, poco después de que la segunda edición de la novela salió en Buenos Aires. Elogia sobre todo el argumento: el hecho de que la novela es más que un simple bodegón lírico. Más bien, sostiene, El Señor Presidente «despierta los cinco sentidos». Y su conclusión destaca las cualidades latinoamericanas del libro, argumentando que «golpea nuestros cinco sentidos»; «nos hechiza, golpea, conmueve y enternece a la vez, tal como sucede cuando recorremos, con los ojos y el corazón bien abiertos, estas tierras latinoamericanas o las páginas que cuentan su historia».
En poco tiempo la fama de la novela recorrió el mundo. El primer premio que Asturias recibió para El Señor Presidente fue el premio francés Prix du meilleur livre étranger en 1952. El Señor Presidente continuó ganando aclamación; en palabras del académico literario Jack Himelblau, el libro es «una novela de vanguardia de importancia crítica en la historia de la ficción hispanoamericana». El académico Charles Macune incluyó El Señor Presidente en una lista de prominentes novelas traducidas de América Latina. Para Macune, novelas y novelistas de América Latina son «hacedores de la historia, así como reflejos de la historia de la región». A diferencia de los periódicos latinoamericanos y materiales de archivo en español, las novelas traducidas de América Latina son mucho más accesibles a los lectores sin conocimientos del español. De hecho, Macune señala que El Señor Presidente ha sido bien recibido, no sólo en su edición en español, sino también en su traducción al inglés.

### Premio Nobel
En diciembre de 1967, Asturias ganó el Premio Nobel de Literatura para la totalidad de su obra, incluyendo El Señor Presidente. Al recibir el premio, dio una conferencia sobre la literatura latinoamericana como «testimonio» e «instrumento de lucha». En particular, se refirió a la posibilidad de forjar un nuevo estilo de novela en América Latina, basándose en la herencia indígena de la región. Este nuevo estilo haría de la novela un vehículo de esperanza y de luz en medio de lo que calificó como «esta media noche que nos está amenazando ahora». Sería «la afirmación, del optimismo lustral de aquellos hombres de pluma que desafiando a la inquisición abrieron en las conciencias brecha, para el paso de los libertadores».
El Comité del Premio Nobel, en la concesión del premio, describe El Señor Presidente en los siguientes términos:
Esta sátira magnífica y trágica critica el prototipo del dictador latinoamericano que apareció en varios lugares a principios de siglo y ha vuelto a aparecer desde entonces, su existencia siendo promovida por el mecanismo de la tiranía que, para el hombre común, hace de cada día un infierno en la tierra. El vigor apasionado con el que Asturias evoca el terror y la desconfianza que envenenó el ambiente social de la época hace de su trabajo un reto y un gesto estético de valor incalculable.
El país de origen de Asturias celebró su reconocimiento internacional. En Guatemala su cara adornó sellos de correos, una calle lleva su nombre en su honor, y recibió una medalla. Según Kjell Strömberg en The 1967 Prize, «todo su pequeño país se entregó a la alegría». 
La admiración se expresó también en toda América Latina, donde el Premio Nobel de Asturias fue considerado como un logro para la literatura latinoamericana en su conjunto, en lugar de la realización de un solo autor o país. Como el académico Richard Jewell señala, hubo importantes críticas que los escritores latinoamericanos estaban siendo ignorados por el comité del Premio Nobel. Sin embargo, a partir de Miguel Ángel Asturias en 1967, la academia seleccionó a cuatro escritores de América Latina dentro de un periodo de veinte y cuatro años.
El biógrafo Gregory Rabassa, traductor de varias obras de Asturias, destaca los efectos del Premio Nobel en el trabajo posterior de Asturias, diciendo: «ganar el Premio Nobel de Literatura en 1967 le dio una tan esperada independencia financiera que ... le permitió dedicarse a la escritura y los muchos objetivos y posibilidades que [habían] sido en su mente durante tantos años».

## Adaptaciones
El señor Presidente ha sido adaptado a tres películas en idioma español y una obra de teatro. La primera de las películas, filmada en blanco y negro, fue realizada en 1969 por el director argentino Marcos Madanes. Se estrenó en el Festival de Venecia de 1970. El elenco incluye a Pedro Buchardo como el Presidente, Luis Brandoni como Miguel y Alejandra Dapassano como Camila. Como en la novela de Asturias, la acción se instiga cuando el idiota mata al coronel del ejército y, en respuesta, el presidente decide culpar a un adversario político. Sin embargo, a partir de ese momento la película difiere de la novela. En la película, se manda un agente a diseminar rumores acerca del acusado, pero este se enamora de la hija del hombre acusado. Una vez que sucedió esto, el agente desafía su lealtad al Presidente y ayuda a la hija y su padre incitar a una revolución con lo que sabe sobre el líder corrupto. Asturias se quejó de la película y «envió un telegrama al festival de cine de Venecia negando el permiso de exhibir la película, pero la carta llegó un día tarde. A continuación, la desafortunada audiencia tuvo que soportar este melodrama maloliente».
El señor Presidente fue adaptada para el teatro por el dramaturgo Hugo Carrillo. La obra fue realizada por primera vez en una producción de la Compañía de Arte Dramático de la Universidad Popular dirigida por Rubén Morales en el duodécimo Festival de Teatro de Guatemala en 1974. Fue un gran éxito popular, con más de doscientas representaciones durante sus diez meses de ejecución, un periodo mucho más largo que los dos meses de representaciones de fin de semana que son la norma del festival, y la ejecución de la obra rompió todos los récords de taquilla en América Central. La producción recorrió América Central y fue también realizada por otros grupos de teatro, de modo que más de 50.000 personas asistieron a la obra en más de ocho otros países, además de Guatemala. Carrillo estaba especialmente preocupado por la puesta en escena de la obra por otros grupos; se enojó de la producción de El Salvador, que cambió algunas escenas, y diferencias de fundición con Joseph Papp resultaron en la cancelación de la obra en 1987, durante el festival de América Latina de Nueva York (esta producción cancelada fue el origen de la traducción de la obra al inglés por Margarita Kenefic, un estudiante de Carrillo).
La obra fue bien recibida por la crítica, ganó numerosos premios y ha sido aclamada como el cénit de una «Edad de Oro» del teatro guatemalteco. La obra desafió al régimen político de la época (el Partido Institucional Democrático estaba en el poder) y en un primer momento Carrillo consideró necesario atribuir el guion al seudónimo «Franz Metz», y mando tomar fotos del director con alguien que supuestamente representaba a «Metz»; en la noche del estreno, la policía secreta vino preguntando por la dirección de Asturias (que había fallecido a principios de ese año), y el gobierno comenzó a prestar atención a las vistas previas de las obras de teatro en el siguiente año.
La segunda adaptación al cine fue realizada en 1983 y dirigida por Manuel Octavio Gómez. Fue una de las últimas películas realizadas por este prolífico director de cine cubano. Es protagonizado por el actor francés Michel Auclair como «El Presidente».
La película más reciente, realizada en diciembre de 2007, fue dirigida por el venezolano Rómulo Guardia Granier y producida por RCTV (Radio Caracas Televisión Internacional). Fue la primera película producida por RCTV en más de veinte años. Esta versión dibuja la imagen de una historia de amor sin esperanza, un amor que no puede florecer bajo la dictadura de terror y corrupción. Por lo tanto, juega a lo que solo se insinúa en la novela, es decir, la posibilidad de que el Presidente esté conducido en parte por el deseo sexual.
El aspecto más llamativo de esta versión de la película es tal vez el hecho de que de inmediato fue tomada como un comentario contra el actual gobierno de Venezuela. En una entrevista, el director Granier afirmó: «Tuvimos que filmar la película en secreto con el fin de evitar que se cierre». Antonio Blanco, quien también trabajó en esta adaptación, dijo: «Tenemos la intención de comercializar la película como una historia de Guatemala para evitar cualquier problema con las autoridades». RCTV perdió sus derechos de radiodifusión terrestre a mediados de 2007 cuando la licencia de la red no fue renovada por el gobierno de Hugo Chávez, quien fue elegido de forma democrática, pero ha sido acusado por sus opositores de albergar tendencias dictatoriales.

## Detalles de publicación
Ediciones selectas:
- 1946, México, Costa-Amic (ISBN NA), hardback (Primera edición, original español)
- 1948, Argentina, Losada (ISBN NA), hardback (Segunda edición, español)
- 1952, Argentina, Losada (ISBN NA), hardback (Tercera edición, español, corregida por el autor)
- 1963, Gran Bretaña, Victor Gollancz (ISBN NA), paperback (Trad. al inglés por Frances Partridge, título: The President)
- 1964, Estados Unidos, Atheneum (ISBN NA), paperback (inglés, título: El Señor Presidente)
- 1972, Gran Bretaña, Penguin (ISBN 978-0-14-003404-2), paperback (30-03-1972, inglés, título: The President)
- 1978, Francia, Klincksieck, y México, Fondo de Cultura Económica (ISBN 978-84-375-0146-8) (español, primera edición crítica, ed. por Ricardo Navas Ruiz y Jean-Marie Saint-Lu, parte de las Obras Completas de Miguel Ángel Asturias)
- 1997, Estados Unidos, Waveland Press (ISBN 978-0-88133-951-2), agosto de 1997, paperback (inglés: The President)
- 2000, España, Galaxia Gutenberg, y Francia, ALLCA XX (ISBN 84-89666-51-2), hardback (español, edición crítica ed. por Gerald Martin)
- 2005, España, Alianza (ISBN 978-84-206-5876-6), 2 de enero de 2005, paperback (español)

Existe un manuscrito de la primera versión de El Señor Presidente, que en ese momento (julio de 1933) se titulaba Tohil. Actualmente, el manuscrito se encuentra en la Biblioteca Nacional de París. «El baile de Tohil» es el título del capítulo 37 de la obra terminada. Las principales diferencias entre el manuscrito y el libro publicado se sitúan en el capítulo 12 («Camila») y en el hecho de que el manuscrito no tiene epílogo.
La primera versión publicada de El señor Presidente salió en 1946, cuando Asturias se encontraba en semiexilio en la Ciudad de México. La publicación fue financiada por Asturias mismo, con el apoyo de sus padres, ya que el manuscrito había sido rechazado por los editoriales a los que había sido enviado. Esta primera edición sufrió de numerosos errores tipográficos. Estos solo fueron rectificados en la tercera edición, publicada en Argentina en 1952, que también incluyó numerosas modificaciones importantes introducidas por Asturias. Esta edición es, por lo tanto, la primera versión definitiva del libro. Como lo afirma Gerald Martin, editor de la edición crítica de 2000: «medida por su influencia histórica decisiva», la tercera edición (Losada) es «fácilmente la más importante de todas».